# Neurogomphus alius
Neurogomphus alius – gatunek ważki z rodziny gadziogłówkowatych (Gomphidae).